# Ернст Дьонхоф
Ернст фон Дьонхоф (на немски: Ernst Graf von Dönhoff; † 1693) е балтийски германец, граф от род Дьонхоф във Варминско-Мазурско войводство в Полша, полковник на пехотинския полк на кралската гвардия (1666), полски генерал-майор на войската на короната (1670), литвийски ловджийски майстер (1676 – 1683), кастелан на Вилнюс (1683 – 1685), генерал-лейтенант на кралската войска, войвода на Малборк (1685 – 1693), маршал на кралския двор (1687), старост на Дзежгон/Кристбург в Полша.

## Биография
Произлиза от полско-пруския благороднически род фон Дьонхоф. Той е син на граф Магнус Ернст Дьонхоф (1581 – 1642), дипломат, войвода на Пернау/Пярну (1640 – 1642), староста на Дорпат в Естония и Телшай в Литва, и съпругата му бургграфиня и графиня Катарина фон Дона-Лаук (1606/1608 – 1659), наследничка на Грос-Волфсдорф, вдовица на Албрехт фон Раутер († 1626), дъщеря на бургграф и граф Фридрих фон Дона (1570 – 1627) и Мария фон Раутер (1578 – 1626). Внук е на Герхард V фон Дьонхоф, господар на Котц (1554 – 1598), войвода на Дорпат, и съпругата му Маргарета фон Цвайфел (ок. 1560 – 1622). Брат е на Герхард Дьонхоф (1632 – 1685), старост на Телшай в Литва, Фридрих фон Дьонхоф (1639 – 1696), бранденбургски-пруски генерал-лейтенант, и на Анна Катарина фон Дьонхоф (1631 – 1687/1688), омъжена на 24 февруари 1648 г. в Бранденбург за Йохан Зигисмунд Кетлер цу Амботен (1610 – 1678).
Баща му се установява през 1620 г. в Източна Прусия, получава камерамт Валдау на Прегел при Кьонигсберг, където трима от синовете му са родени. През 1633 г. кайзер Фердинанд II издига баща му на имперски граф.
Ернст фон Дьонхоф участва във войната с украинските казаци (1648 – 1654), с Швеция (1655 – 1660), Русия (1654 – 1667). Той е калвинист и става католик.
През 1666 г. е полковник в пехотинската кралска гарда. През 1670 г. е генерал-майор, по-късно също генерал-лейтенант на кралската войска. През 1676 г. той е ловен майстер на Литва и от 1683 г. кастелан на Вилнюс/Вилна. През 1683 г. е командир на полската инфантерия на Ян III Собиески при обсадата на Виена.
От 1685 г. Ернс е войвода на Малборк (Мариенбург), след това също крон-обермаршал и старост на Кристбург. През 1687 г. е маршал в двора на кралица Мария Кажимера. Ползва се с доверието на крал Ян III Собиески.

## Фамилия
Първи брак: със Зофия Анна Олесницка, дъщеря на Станислав Олесницки († пр. 1668) и Йохана Олендска. Те имат една дъщеря:
- Мария Йохана Катарина фон Дьонхоф (* 27 август 1686; † 31 октомври 1723), омъжена за граф Станислав Ернест Денхоф (* 7 септември 1679; † 2 август 1728), син на граф Владислав Денхоф († 1683) и внук на граф Герхард Дьонхоф († 1648)

Втори брак: пр. 1686 с Йоана Констанция Слушка († 30 октомври 1723/1733), вдовица на Владислав Денхоф (* 27 юли 1639; † 7 октомври 1683), дъщеря на Богуслав Юрий Слушка († 1658) и Анна Потоцка († 1695). Бракът е бездетен.